# سالارالدوله
ابوالفتح میرزا سالارالدوله (زاده ۱۲۶۰ تبریز - درگذشته ۱۳۳۸ اسکندریه) از رجال سیاسی دوران قاجار و پسر سوم مظفرالدین‌شاه بود.
پس از انقلاب مشروطه از ایران رفت و در حمایت از برادرش محمدعلی‌شاه، در کردستان دست به شورش زد و سنندج را گرفت و از مجلس شورای ملی خواست تا با شاه مخلوع، همکاری کند. بعد از عزل محمدعلی‌شاه، در وین با برادر خود ملاقات نمود و برای بازگشت سلطنت برادر، از راه عثمانی وارد ایران شد و با لشکری از ایل کلهر، جاف، سنجابی و لر، توانست کرمانشاه و همدان را تصرف کند. در نبرد نخست با مشروطه‌خواهان، به فرماندهی امیر مفخم بختیاری، که در نزدیکی ملایر اتفاق افتاد، پیروزی از آن سالارالدوله بود. وی سپس با حدود سی هزار نفر قشون، به سوی تهران رهسپار شد. در نبرد دوم که میان مشروطه‌خواهان به فرماندهی امیر مفخم بختیاری و قشون سالارالدوله در نزدیکی ساوه در گرفت، این بار سالارالدوله به سختی شکست خورد، که در نهایت وی موفق شد از صحنه نبرد بگریزد و چون مجلس برای توقیف یا اعدام او ۲۵ هزار تومان جایزه تعیین نمود، سالارالدوله به عثمانی فرار کرد. چند سال بعد، بار دیگر به کردستان رفت و لشکری جمع‌آوری کرد و به همدان تاخت، ولی از قوای یپرم‌خان شکست خورد و بار دیگر از ایران گریخت. بعدها به وساطت روس‌ها، حکومت گیلان به او سپرده شد، اما بار دیگر طغیان کرد و قزاقان ساخلوی گرگان از او حمایت نمودند، ولی بار دیگر شکست خورد و این بار از ایران اخراج شد. هنگام جنگ جهانی اول باز هم به ایران آمد و کاری از پیش نبرد و سرانجام به کشور عثمانی پناه برد و ساکن کشور مصر گردید، که در اسکندریه در خردادماه سال ۱۳۳۸ درگذشت.

## زندگی[۳]

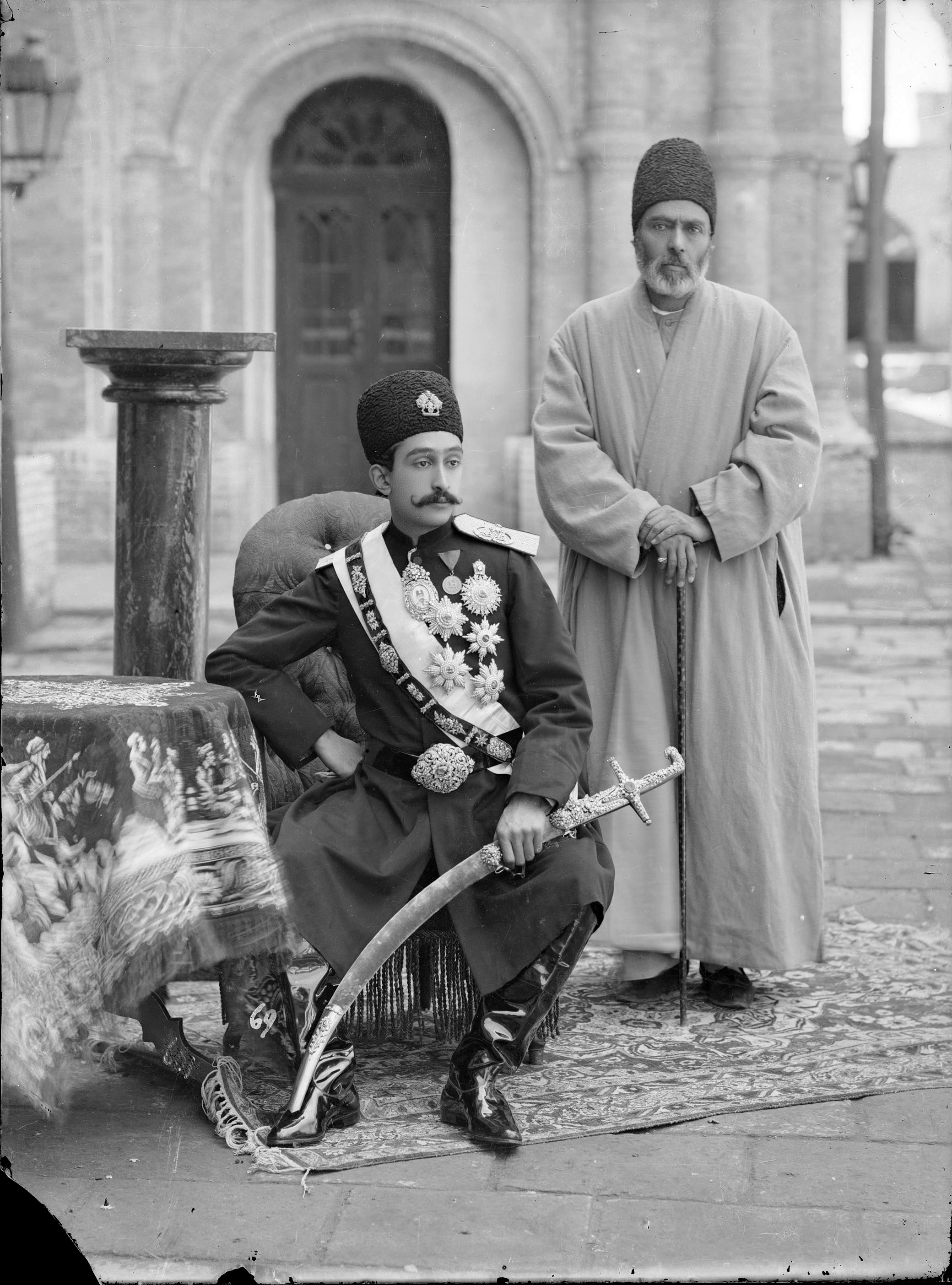
سالار الدوله (عکاس: آنتوان سوریوگین)

ابوالفتح میرزا در سال ۱۲۶۰ (۱۲۹۸ ه‍.ق) در شهر تبریز زاده شد. پس از تحصیلات مقدماتی و نظامی در تبریز، به حکومت در چند ایالت ایران منصوب شد، که اغلب با شکایت اهالی از رفتارش، معزول می‌شد. سالارالدوله را از لحاظ اخلاقی فاقد هر گونه ثبات شخصیتی دانسته‌اند. اکثر منابع دربارهٔ او دید مثبتی ندارند و وی را شخصی ساده لوح‌معرفی می‌کنند. احمد کسروی از او به عنوان «شاهزاده سبک‌سر» و «سبک‌مغز» و مورگان شوستر از او به عنوان «دیوانه» یاد می‌کند. گروته در سفرنامه خود می‌نویسد:
او همیشه با اروپاییان رفتاری دوستانه داشت و همواره می‌کوشید با فرهنگ و تمدن اروپایی بیشتر آشنا گردد. در اینجا (کرمانشاه) شخصیتهای زیادی که سالارالدوله را از نزدیک می‌شناختند اظهار می‌دارند که او یک تئوریسین ذهن‌گرا است و از قدرت سازماندهی برخودار نیست و نمی‌داند چگونه باید عملاً هدفش را دنبال کند. شاهزاده سالارالدوله به ناپلئون عشق می‌ورزید و تمام آثارش را به زبان فرانسه، که آن را خوب می‌دانست خوانده بود. او همچنین به مطالعه کتب نظامی، بخصوص آنهایی که به کاربرد توپخانه مربوط می‌شد، علاقه وافری داشت.
ناصرالدین شاه در سفر سوم خود به فرنگ، در سال ۱۳۰۶ ه‍.ق هنگام عبور از تبریز، به او لقب سالارالدوله داد. سالارالدوله در سال ۱۳۱۵ ه‍.ق با وزارت و پیشکاری زین‌العابدین خان حسام‌الملک قراگزلو، به حکمرانی ایالت کرمانشاهان و سرحد داری عراقین تعیین شد. او مدت ۶ ماه در کرمانشاه حکمرانی را بر عهده داشت. وی ظلم و تعدی بسیاری به مردم نمود. مردم کرمانشاه نیز از او به مظفرالدین شاه شکایت نمودند، مظفرالدین شاه نیز او را معزول ساخت. در سال ۱۳۱۶ه‍.ق او را به حکومت منطقه خمسه (زنجان) فرستادند که پیشکاری او در این دوره میرزا محمود خان مدیرالدوله بود. در آنجا نیز ظلم و ستم را از حد گذرانیده، او را معزول کردند. 
باقر عاقلی در ذیل حوادث سال ۱۳۱۸ ه‍.ق می‌نویسد: 
فرمانفرمایی خوزستان، لرستان، بروجرد و بختیاری، همچنین ریاست ایلات آن حدود به انضمام ریاست تمام قشون آن صفحه به ابوالفتح میرزا سالارالدوله واگذارشد.
در این مدت پیشکاری او را میرزا شفیع مستشارالملک گرگانی برعهده داشت. در این ایام بود که با دختر غلامرضاخان والی پشتکوه ازدواج کرد، تا در شورشهای بعدی از آنها به عنوان متحدی نیرومند استفاده نماید. او در طول ایام حکمرانی خود به راهنمایی‌های همراهانش توجهی نمی‌کرده و از سر بیرحمی با مردم رفتار می‌کرد. در سال ۱۳۲۳ ه‍.ق حکومت همدان و کردستان را به او داده بودند، راضی نشده بود؛ ولی بعد از مدتی موافقت کرد و به کردستان رفت. او از همان بدو ورود به کردستان شروع به ظلم و ستم به اهالی آن دیار کرد. مردوخ می‌نویسد:
هنگام رسیدن به میان کسبه، از توی کالسکه خودش امر می‌داد و با دست هم اشاره می‌کرد که به خاک بیفتید، به خاک بیفتید! مردم بیچاره هم به خاک افتاده و زمین اطاعت را بوسیدند. خود شاهزاده از خاک افتادن مردم می‌خندید. به توپخانه مرتضی خان شجاع لشکر اردلان را که ریاست توپخانه را داشت، امر داد، دراز کشیدند و کتک کاری کردند که چرا توپ کم صدا بود. در دوره شاهزاده بگیر ببند و جرم و زور و کلاه کاغذی شدت پیدا کرده، اطمینان مالی و جانی برای احدی باقی نبود.
عاقبت به دلیل این همه ظلم و جنایت به مردم، آنها تلگرافاتی به مرکز مخابره کردند عین‌الدوله هم که صدر اعظم و رئیس‌الوزراء وقت بود، دل خوشی از سالارالدوله نداشت. تلگرافات تظلم را ترتیب اثر داده، در ۱۱ شوال همان سال سالارالدوله را احضار کرد و او دیگر به عنوان حکمران به کردستان برنگشت. بعد از برکناری مدتی در اعتراض و نارضایتی به سر می‌برد تا اینکه در سال ۱۳۲۵ ه‍.ق دست به شورش زد.

## فرزندان
سالارالدوله برای رسیدن به مقاصد سیاسی در غرب ایران، با دختر رؤسای ایلات و عشایر آن حدود وصلت کرد که حاصلش نُه فرزند بود. یکی از این همسران، ملکه خانم دختر غلامرضا خان فیلی امیرجنگ، والی پشتکوه از همسرش آغا سلطان نوه لطفعلی خان بالاوند جد علای خاندان اسفندیاری بالاوند بود و همسر دیگر «آغا زیبا» دختر نظرعلی خان پسر برخوردار خان حاکم سلسله و دلفان که صاحب فرزندی نشد. سالارالدوله در دوران زندگی در اروپا با زنی سوئيسی به نام هلن که ملقب به «بانوی» معظم شد پیوند زناشویی بست و از او یک پسر و سه دختر داشت. به نوشته ویلم فلور سالارالدوله از همسران خود صاحب ده فرزند به شرح زیر بود:
| ردیف | نام              | نام مادر               | یادداشت‌ها                                                |
| ---- | ---------------- | ---------------------- | -------------------------------------------------------- |
| ۱    | نورالدوله        | فاطمه خانم فروغ‌السلطنه |                                                          |
| ۲    | سلطان مجید میرزا | منیرالدوله             | با آسیه دختر محمدعلی‌شاه ازدواج کرد                       |
| ۳    | قمرالدوله        | منیرالدوله             | با حسینعلی میرزا اعتضادالسلطنه پسر محمدعلی‌شاه ازدواج کرد |
| ۴    | معززالدوله       | ؟                      |                                                          |
| ۵    | محمدرضا میرزا    | ملکه خانم قدس‌الدوله    |                                                          |
| ۶    | ناصرالدین میرزا  | هلن خانم بانوی معظم    |                                                          |
| ۷    | فرح              | هلن خانم بانوی معظم    |                                                          |
| ۸    | منیژه            | هلن خانم بانوی معظم    |                                                          |
| ۹    | ناهید            | هلن خانم بانوی معظم    |                                                          |
| ۱۰   | مریم شکوه اعظم   | فرح‌السلطنه             |                                                          |